# Henri Froidevaux
Henri Léon Marie Froidevaux est un historien et géographe français né à Paris 1er le 1er novembre 1863 et mort à Versailles le 18 janvier 1954. Il est directeur de la Bibliothèque de la Société de géographie dès 1901 et l'auteur de nombreux ouvrages sur les colonies françaises, en particulier la Guyane, Madagascar et Pondichéry.

## Biographie

### Enfance
Henri Léon Marie Froidevaux est né le 1er novembre 1863, orphelin, fut élevé à Paris par son grand-père Léon-Louis Buron.

### Formation et vie professionnelle
Il est licencié de lettres en 1884, puis en droit en 1886, puis agrégé d'histoire et géographie en 1888. Il devient docteur ès lettres en 1892 avec un thèse sur le Moyen-Congo.

#### Enseignement
Il enseigne au lycée de Vendôme de 1890 à 1895. Il occupe la chaire d'histoire moderne et contemporaine à l'Institut catholique de Paris, pendant 34 ans et sera son doyen. Il est professeur au Collège de France.

#### Institutionnel
Il devient spécialiste de l'outre-mer : il est secrétaire  du Bureau de renseignements scientifiques,, et de 1898 à 1904, secrétaire de l' Office colonial,.
En 1900, il devient archiviste bibliothécaire, puis à partir de 1901, directeur de la bibliothèque de la Société de géographie  1901,.
Il est Gouverneur de l'Inde française. Il est membre de la Ligue de la patrie française[réf. nécessaire]. Il est nommé chevalier de la Légion d'honneur en 1913.

#### Écrivain
Il est secrétaire général de la Société des américanistes.  
Il est secrétaire de la rédaction des Questions diplomatiques et coloniales de la fondation jusqu'à la fin de 1899.
Il remplace Robert de Caix en 1919 en tant que rédacteur en chef de la revue l'Asie française jusqu'à la disparition de la revue en 1940.

## Publications
- Les Études d'Histoire Coloniale en France et dans les Pays de Colonisation Française. Honoré Champion, Émile Larose, Paris. Libraires de la Société de l'Histoire des Colonies Françaises. 1913
- Note sur le voyageur guyanais Pierre Barrère, Paris, impr. Nationale, 1896 (lire en ligne)

## Distinctions et récompenses

### Distinctions
- Chevalier de la Légion d'honneur, 11 janvier 1913[2]

### Prix
- Prix Montyon de 1919, La grande route de l’ancien monde[7]
- Prix Audiffred de l'Académie des Sciences Morales et Politiques, L'Œuvre scolaire de la France aux Colonies[2]
- Prix Jonnard de la Société de Géographie, pour ses travaux sur l'histoire de la Géographie de la Guyane Française et de Madagascar[2].
- Médaille d'or de collaborateur en tant que membre du comité chargé d'assurer la participation du Ministère des Colonies à l'Exposition Universelle de 1900[2].